# Rivière à Michel (rivière Péribonka)
Pour les articles homonymes, voir Michel et Rivière à Michel.
La rivière à Michel est un affluent de la rivière Péribonka, coulant dans la municipalité de Saint-Ludger-de-Milot (MRC de  Lac-Saint-Jean-Est) et de Péribonka (MRC de Maria-Chapdelaine), dans la région administrative du Saguenay-Lac-Saint-Jean, au Québec, au Canada.
L’agriculture constitue la principale activité économique du secteur ; la foresterie, en second ; les activités récréotouristiques, en troisième.
La vallée de la rivière à Michel est surtout desservie (en ordre, à partir de l’embouchure) : la route de Milot, la rue Gaudreault, le chemin du Six,,.
La surface de la rivière à Michel habituellement gelée de la fin novembre au début avril, toutefois la circulation sécuritaire sur la glace se fait généralement de la mi-décembre à la fin mars.

## Géographie
Les principaux bassins versants voisins de la rivière à Michel sont :
- côté Nord : rivière Saint-Ludger, rivière Milot, rivière Épiphane, Petite rivière Péribonka, rivière des Aigles, rivière Manigouche, rivière des Épinettes Noires, rivière Alex ;
- côté Est : rivière Saint-Ludger, rivière Milot, rivière Épiphane, rivière Alex, lac Bernabé, rivière du Banc de Sable, rivière Brûlée, rivière Péribonka ;
- côté Sud : rivière Taillon, Petite rivière Péribonka, rivière Péribonka ;
- côté Ouest : rivière Mistassibi, Petite rivière Péribonka, rivière Mistassini[2].

La rivière à Michel prend sa source à l’embouchure du lac Ménard (longueur : 1,8 km ; altitude : 183 m). Cette source de la rivière est située à :
- 3,1 km au Nord-Est de la Petite rivière Péribonka ;
- 4,8 km à l’Ouest du centre du village de Saint-Ludger-de-Milot ;
- 6,1 km au Sud-Est du lac Brochet ;
- 9,9 km au Nord-Ouest de l’embouchure de la rivière à Michel (confluence avec la rivière Péribonka) ;
- 24,1 km au Nord-Ouest de l’embouchure de la rivière Péribonka (confluence avec le lac Saint-Jean).

À partir de sa source (lac Ménard), située entre le cours de la rivière Saint-Ludger (situé du côté Est) et le cours de la Petite rivière Péribonka, le cours de la rivière à Michel descend sur 15,2 km en traversant des zones forestières ou agricoles, selon les segments suivants :
- 1,7 km vers le Sud en coupant la route forestière R0275, en courbant vers l’Est en drainant une zone de marais notamment en traversant trois petits lacs non identifiés et en passant du côté Ouest du village de Saint-Ludger-de-Milot, jusqu’à la décharge (venant du Nord-Est) du Lac du Six ;
- 4,4 km vers le Sud en traversant une zone de marais, jusqu’à la décharge (venant de l’Ouest) du lac du Père Bouchard ;
- 6,9 km vers le Sud en traversant entre deux zones de marais, jusqu’à la décharge (venant du Nord-Ouest) du lac Ceinture, du lac au Foin, du lac Bouleau et du Petit lac Bouleau ;
- 2,2 km vers le Sud en drainant une zone de marais (située du côté Ouest), puis courbant vers l’Est en coupant la route de Milot en fin de segment, jusqu'à l'embouchure de la rivière[2].

L'embouchure de la rivière à Michel se déverse au fond d’une baie sur la rive Ouest de la rivière Péribonka. Cette confluence est située à :
- 9,4 km au Sud du centre du village de Saint-Ludger-de-Milot ;
- 2,1 km au Sud-Ouest de l’embouchure de la rivière Saint-Ludger (confluence avec la rivière Péribonka) ;
- 8,0 km au Sud-Ouest de l’embouchure de la rivière Alex (confluence avec la rivière Péribonka) ;
- 19,0 km au Nord-Est de l’embouchure de la rivière Péribonka (confluence avec le lac Saint-Jean) ;
- 24,1 km au Nord-Ouest de l’embouchure du lac Saint-Jean (confluence avec la Grande Décharge) ;
- 34,8 km au Nord du centre-ville d’Alma[2].

À partir de l’embouchure de la rivière à Michel, le courant descend le cours de la rivière Péribonka sur 24 km vers le Sud-Ouest. À l’embouchure de cette dernière, le courant traverse sur 29,3 km le lac Saint-Jean vers l’Est, puis emprunte le cours de la rivière Saguenay sur 155 km vers l’Est jusqu'à la hauteur de Tadoussac où il conflue avec le fleuve Saint-Laurent.

## Toponymie
Le terme « Michel » constitue un prénom et un patronyme de famille d’origine française.
Le toponyme « rivière à Michel » a été officialisé le 24 décembre 1976 à la Banque des noms de lieux de la Commission de toponymie du Québec.